# 米尔恰·斯费泰斯库
米尔恰·斯费泰斯库（羅馬尼亞語：Mircea Sfetescu，1905年7月1日—？），罗马尼亚男子橄榄球运动员。他曾代表罗马尼亚国家队参加1924年夏季奥林匹克运动会橄榄球比赛，获得一枚铜牌。